# الأحمق (فلم)
الأحمق (الروسية: Дурак) هو فيلم دراما تم إنتاجه في روسيا وصدر في سنة 2014. من إخراج يوري بيكوف، ويعتبر ثالث أفلامه.

## القصة
يحكي الفيلم قصة رجل سمكري بسيط يكتشف وجود عيب في إحدى المباني وأنه مهدد للسقوط خلال 24 ساعة. ثم يبدأ محاولاته لاقناع رئيسة البلدية بأن المبنى سيسقط، لكن يصطدم بواقع الفساد المتفشي في جميع فروع البلدية، حتى تهدد القصة حياته وحياة أسرته. ورغم حصوله على فرصة للنجاة والهرب، يرفض ذلك ويتوجه للمبنى الذي يسكنه أكثر من 800 شخص ليعلمهم بأنه سيسقط. عند خروج السكان من المبنى لم تقنعهم حجج السمكري مما أدى لضربه وعدم تصديقه.

## وصلات خارجية
- مقالات تستعمل روابط فنية بلا صلة مع ويكي بيانات